# Michael Branch
Paul Michael Branch (Liverpool, 18 ottobre 1978) è un ex calciatore inglese, di ruolo attaccante.

## Biografia
Il 10 luglio 2012 è stato arrestato per vari reati legati al possesso di droga: tra gli episodi più eclatanti figuravano la cessione di 3 kg di amfetamine ad un altro uomo a Liverpool nel marzo del 2012 ed il rinvenimento di 1 kg di cocaina nella sua abitazione; a causa di questi reati è stato condannato a 7 anni di carcere, salvo poi venir rilasciato nel settembre del 2016 dopo circa tre anni di reclusione.

## Carriera

### Club
Esordisce tra i professionisti nella stagione 1995-1996 all'età di 17 anni con la maglia dell'Everton, con cui gioca 3 partite nella prima divisione inglese; nella stagione 1996-1997 viene invece schierato con regolarità dall'allenatore Joe Royle, totalizzando 25 presenze, nelle quali mette però a segno solamente 3 reti. Disputa poi ulteriori 6 partite nella stagione 1997-1998, nelle quali non va mai in rete. Nell'ottobre del 1998 Royle, nel frattempo passato al Manchester City, lo prende in prestito per un mese, durante il quale Branch gioca 4 partite in terza divisione, senza mai segnare. Terminato il prestito gioca il resto della stagione all'Everton, venendo schierato in ulteriori 7 partite in prima divisione. A fine stagione, dopo 41 presenze e 3 reti in partite di campionato (ed in generale 45 presenze e 3 reti in partite ufficiali considerando anche le coppe nazionali) viene ceduto in prestito prima in seconda divisione al Birmingham City (con cui non viene però mai schierato in campo) e poi al Wolverhampton, sempre nella medesima categoria: i Wolves dopo poche settimane dal suo arrivo in squadra lo acquistano a titolo definitivo per 500000 sterline, e Branch conclude la stagione realizzando 6 reti in 27 presenze, a cui aggiunge 37 presenze e 4 reti nella stagione 2000-2001, nella quale gioca stabilmente da titolare.
Nella stagione 2001-2002 perde il posto in squadra, giocando solamente 7 partite in seconda divisione: dopo complessive 71 presenze e 10 reti in questa categoria viene ceduto in prestito al Reading, con cui gioca 2 partite in terza divisione. Passa poi in prestito all'Hull City, in quarta divisione: con le Tigers nonostante le buone medie realizzative (segna infatti 3 reti in sole 7 presenze) non riesce mai ad imporsi con regolarità nella formazione titolare. Nell'estate del 2003 lascia definitivamente il Wolverhampton da svincolato, e si accasa in seconda divisione al Bradford City: con i Bantams gioca un solo campionato, nel quale totalizza 33 presenze e 6 reti.
Nell'estate del 2004 passa da svincolato al Chester City, club neopromosso in quarta divisione, dove rimane per due stagioni, nelle quali totalizza complessivamente 60 presenze e 16 reti in partite di campionato. Nel 2007 viene tesserato per un breve periodo dall'Halifax Town, club di Conference National (quinta divisione e più alto livello calcistico inglese al di fuori della Football League), dove comunque non scende mai in campo in partite ufficiali. Nel 2010, dopo tre anni di inattività, viene tesserato per un breve periodo dai semiprofessionisti del Burscough, in Northern Premier League (settima divisione), ritirandosi comunque dopo breve tempo dal suo arrivo in squadra.

### Nazionale
Ha giocato una partita nella nazionale inglese Under-21.

## Palmarès

### Club

#### Competizioni nazionali
- FA Charity Shield: 1

Everton: 1995